# Amy Sedaris
Amy Louise Sedaris (Endicott, 29 de março de 1961) é uma atriz de televisão estadunidense. É a criadora e estrela de seu programa At Home with Amy Sedaris na truTV, na qual ela interpreta vários personagens e se concentra em seu amor pelo artesanato.
Ela dubla a personagem Princesa Carolyn na série animada  da Netflix BoJack Horseman. Seu papel revelação foi o de Jerri Blank na série de televisão Strangers with Candy da Comedy Central.
Seu irmão mais velho é o autor David Sedaris.

## Primeiros anos
Sedaris nasceu em Endicott, Nova York, filha de Sharon Elizabeth (née Leonard) e Louis Harry "Lou" Sedaris, e cresceu em Raleigh, Carolina do Norte, com seus cinco irmãos. Seu pai é descendente de gregos e sua mãe era anglo-americana. Sua família era ortodoxa grega.
Quando adolescente, Sedaris trabalhou no supermercado Winn-Dixie local. Ela fazia anúncios falsos pelo alto-falante, e o caixa principal ameaçava demiti-la. Depois do trabalho, ela jogou ovos no carro do caixa em protesto. Mais tarde, como garçonete no Zanies Comedy Club, em Chicago, Illinois, ela foi demitida por estar cinco minutos atrasada. Em retaliação: "Peguei as chaves do gerente e as joguei na neve. Ouvi dizer que ele as encontrou na primavera". No livro de David Sedaris, Me Talk Pretty One Day, ele observou que Amy costumava assumir personagens para fazer brincadeiras em sua família.

## Filmografia

### Cinema
| Ano  | Filme                                            | Papel                  | Notas           |
| ---- | ------------------------------------------------ | ---------------------- | --------------- |
| 1991 | Big Deals                                        | Topaz Radulavitch      | Television film |
| 1997 | Bad Bosses Go to Hell                            | Trendy Boss            |                 |
| 1997 | Commandments                                     | Scholar                |                 |
| 1998 | Wheels of Fury                                   | Pepper Mills           |                 |
| 1998 | Strangers with Candy: Retardation, a Celebration | Jerri Blank            | Short film      |
| 1998 | Six Days, Seven Nights                           | Robin's Secretary      |                 |
| 2001 | Jump Tomorrow                                    | Student in Class       |                 |
| 2002 | Maid in Manhattan                                | Rachel Hoffberg        |                 |
| 2003 | Untitled New York Pilot                          | Connie                 | Television film |
| 2003 | School of Rock                                   | Mrs. Haynish           |                 |
| 2003 | Elf                                              | Deb                    |                 |
| 2004 | Neurotica                                        | Renee                  |                 |
| 2004 | My Baby's Daddy                                  | Annabelle              |                 |
| 2005 | Strangers with Candy                             | Jerri Blank            |                 |
| 2005 | Bewitched                                        | Gladys Kravitz         |                 |
| 2005 | Romance & Cigarettes                             | Frances                |                 |
| 2005 | Stay                                             | Toni                   |                 |
| 2005 | Chicken Little                                   | Foxy Loxy (voz)        |                 |
| 2006 | Full Grown Men                                   | Trina                  |                 |
| 2006 | I Want Someone to Eat Cheese With                | Ms. Clark              |                 |
| 2007 | Snow Angels                                      | Barb Petite            |                 |
| 2007 | Dedication                                       | Cassidy's Mom          |                 |
| 2007 | Shrek the Third                                  | Cinderella (voz)       |                 |
| 2007 | Puberty: The Movie                               | Paulie the Penis (voz) |                 |
| 2008 | Gym Teacher: The Movie                           | Principal Hoffman      | Television film |
| 2009 | Space Buddies                                    | Gravity (voz)          |                 |
| 2009 | Dance Flick                                      | Ms. Cameltoé           |                 |
| 2009 | Jennifer's Body                                  | Toni Lesnicki          |                 |
| 2009 | Tanner Hall                                      | Mrs. Middlewood        |                 |
| 2009 | Old Dogs                                         | Condo Woman            |                 |
| 2010 | Beware the Gonzo                                 | Diane Gilman           |                 |
| 2010 | The Best and the Brightest                       | Sue Lemon              |                 |
| 2011 | Puss in Boots                                    | Jill (voz)             |                 |
| 2014 | Ping Pong Summer                                 | Aunt Peggy             |                 |
| 2014 | Chef                                             | Jen                    |                 |
| 2014 | Hits                                             | Crystal                |                 |
| 2016 | Ghost Team                                       | Victoria               |                 |
| 2017 | Handsome: A Netflix Mystery Movie                | Lieutenant Tucker      |                 |
| 2019 | The Lion King                                    | Guinea Fowl (voz)      |                 |

### Televisão
| Ano          | Série                                      | Papel                                        | Noteas                                             |
| ------------ | ------------------------------------------ | -------------------------------------------- | -------------------------------------------------- |
| 1995–1996    | Exit 57                                    | vários personagens                           | 12 episódios                                       |
| 1999–2000    | Strangers with Candy                       | Geraldine Antonia "Jerri" Blank              | 30 episódios                                       |
| 2001         | Fling                                      | The Receptionist                             | 2 episódios                                        |
| 2001         | Just Shoot Me!                             | Betsy Frayne                                 | 2 episódios                                        |
| 2002, 2003   | Sex and the City                           | Courtney Masterson                           | 4 episódios                                        |
| 2002, 2003   | Monk                                       | Gail Fleming                                 | 2 episódios                                        |
| 2004         | Ed                                         | Kate McCormick                               | 2 episódios                                        |
| 2004         | The Wrong Coast                            | vários personagens (voz)                     |                                                    |
| 2004         | Law & Order: Special Victims Unit          | Charlie Donato                               | episódio: "Head"                                   |
| 2005         | Wonder Showzen                             | Miss Amy                                     | episódio: "History"                                |
| 2006         | The Colbert Report                         | Abraxxia (voz)                               |                                                    |
| 2006         | Sesame Street                              | Snow White                                   | episódio: "Snow White's Meltdown"                  |
| 2006         | My Name Is Earl                            | Judy                                         | episódio: "Larceny of a Kitty Kat"                 |
| 2007         | Andy Barker, P.I.                          | Rita Spaulding                               | episódio: "The Lady Varnishes"                     |
| 2007         | Rescue Me                                  | Beth                                         | 2 episódios                                        |
| 2008         | Yo Gabba Gabba!                            | Tooth Fairy                                  | episódio: "Teeth"                                  |
| 2009–2012    | American Dad!                              | Woman's voz/Dr. Lizzy/Dr. Meg Penner (vozes) | 3 episódios                                        |
| 2009         | The Closer                                 | Claire Howard                                | 2 episódios                                        |
| 2009         | The New Adventures of Old Christine        | Frances "Frankenstein"                       | episódio: "Old Christine Meets Young Frankenstein" |
| 2010         | The Middle                                 | Abby Michaels                                | episódio: "The Fun House"                          |
| 2011         | Royal Pains                                | Nan                                          | episódio: "Mulligian"                              |
| 2011         | The Drunk and On Drugs Happy Fun Time Hour | Katherine Money ("K-Money") (voz)            | 2 episódios                                        |
| 2011         | SpongeBob SquarePants                      | Ma Angler (voz)                              | 2 episódios                                        |
| 2011         | Raising Hope                               | Delilah                                      | 3 episódios                                        |
| 2011         | Bob's Burgers                              | Samantha (voz)                               | 1 episódio                                         |
| 2011         | Hot In Cleveland                           | Heather Shaw                                 | 2 episódios                                        |
| 2012         | The Good Wife                              | Stacie Hall                                  | 3 episódios                                        |
| 2012         | 30 Rock                                    | Visor Lady                                   | 1 episódio                                         |
| 2013–2014    | The Heart, She Holler                      | Hershe                                       | Series regular; 22 episódios                       |
| 2013–2014    | Alpha House                                | Louise Laffer                                | Series regular; 14 episódios                       |
| 2014         | Lil Bub's Special Special                  | Herself                                      |                                                    |
| 2014-2019    | Broad City                                 | Pam                                          | 2 episódios                                        |
| 2014-2020    | BoJack Horseman                            | Princess Carolyn (voz)                       | 61 episódios                                       |
| 2014         | Mr. Pickles                                | Sally                                        | episódio: "Dead Man's Curve"                       |
| 2015–2019    | Unbreakable Kimmy Schmidt                  | Mimi Kanasis                                 | Recurring role                                     |
| 2015         | Kevin from Work                            | Julia                                        | 4 episódios                                        |
| 2015         | Difficult People                           | Rita                                         | 1 episódio                                         |
| 2015         | Regular Show                               | Mrs. Kessler, Rita (voz)                     | 1 episódio                                         |
| 2016         | Horace and Pete                            | Mara                                         | Web series; 1 episódio                             |
| 2016         | Adventure Time                             | Bandit Princess (voz)                        | 1 episódio                                         |
| 2016         | RuPaul's Drag Race                         | Herself (Guest Judge)                        | 1 episódio                                         |
| 2016–2019    | Star vs. the Forces of Evil                | Lydia/Mina Loveberry (vozs)                  | 5 episódios                                        |
| 2017         | Match Game                                 | Herself/Panelist                             | 1 episódio                                         |
| 2017         | Steven Universe                            | Zircons (voz)                                | 1 episódio                                         |
| 2017–present | At Home with Amy Sedaris                   | vários personagens                           | 20 episódios                                       |
| 2017         | No Activity                                | Janice Delongpre                             |                                                    |
| 2019         | Twelve Forever                             | Sadmantha (voz)                              | 1 episódio                                         |
| 2019         | Pinky Malinky                              | Helga Hilltop (voz)                          | 1 episódio                                         |
| 2019         | The Mandalorian                            | Peli Motto                                   | episódio: "Chapter 5: The Gunslinger"              |

### Video games
| Ano  | Título         |           | Notas |
| ---- | -------------- | --------- | ----- |
| 2005 | Chicken Little | Foxy Loxy |       |

### Podcast
| Ano       | Título     |               | Notas |
| --------- | ---------- | ------------- | ----- |
| 2016–2017 | Homecoming | Audrey Temple |       |